# مارينا أبراموفيتش
مارينا أبراموفيتش (بالصربية: Марина Абрамовић)، ولدت في 30 نوفمبر 1946، هي فنانة أداء وفنانة فيديو وفنانة تشكيلية صربية، تدور أعمالها حول العلاقة بين الأداء والجمهور، وحدود الجسد، وإمكانيات العقل.
في العديد من المناسبات، منحت لقب «جدة فن الأداء الجسدي» وذلك نسبة لعملها طويل الأمد في مجال فن الأداء منذ بداية سبعينات القرن العشرين. وقد صرحت أبراموفيتش بنفسها أن هدفها عبر أعمالها يكمن في محاولة لدمج الفنون الأدائية وجعلها وسيلة مقبولة في مجال الفنون بشكل عام وفي مجال الفن المعاصر على وجه الخصوص. في العام 2013، أنشات أبراموفيتش معهد مارينا أبراموفيتش، وهو عبارة عن مساحة متحف مصممة لتكون بمثابة مرتع للفنانين في مختلف المجالات: الموسيقى، والسينما، والمسرح، والعلوم، وفن الأداء والمزيد.                                                          

## أعمالها

### Rhythm 10 إيقاع 10، 1973
في أول ظهور لها، درست أبراموفيتش عناصر من الطقوس والإيماءات. واستخدمت عشرين سكينًّا حادة واثنين من المسجلات. لعبت لعبة روسية حيث تم توجيه شفرة السكين بشكل إيقاعي بين أصابع يدها. في كل مرة تقطع فيها نفسها، كانت تلتقط سكينًّا جديدًا من بين عشرين سكين مصطفة أعدتها مسبقًا، وقامت بتسجيل نفسها، وكررت العمل. بعد أن قطعت نفسها 20 مرة، وقالت أنها سجلت لنفسها شريط وأعادت تشغيل الشريط والاستماع إليه، حاولت تكرار الحركات ذاتها، وتكرار الأخطاء، وبذلك الجمع بين الماضي والحاضر. كانت أبراموفيتش مصممة على استكشاف الحدود الجسدية والعقلية للجسم – الألم والأصوات الطعنة، والأصوات المزدوجة من تاريخ أعمالها والتكرار. وانطلاقًا من هذا العمل، بدأت أبراموفيتش بالانتباه لحالة الوعي عند الفنان الأدائي، المؤدي للعمل. تقول: «بمجرد أن تدخل نفسك في الأداء، يمكنك القيام بأشياء مع جسدك لا تفعلها في وضع طبيعي».

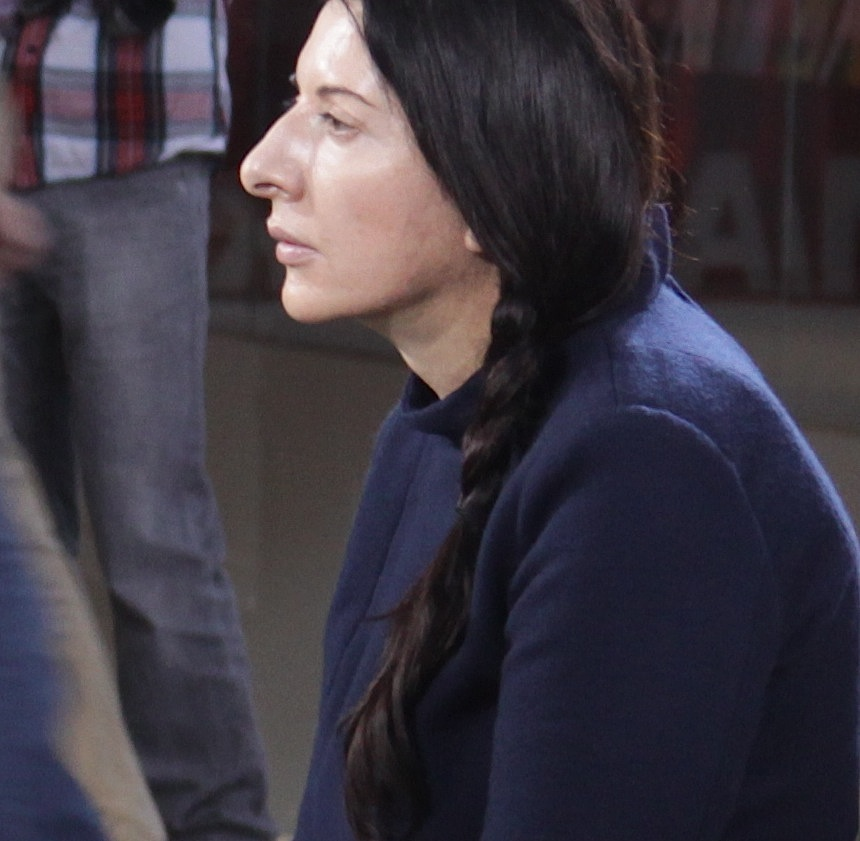
في متحف الفن الحديث، نيويورك، 2010

#### الحبيبان: المشي على سور الصين العظيم (1988)
نفّذ الفنانان مارينا أبراموڤيتش وأولاي (مواليد 1943) العمل الأدائي «الحبيبان: المشي على سور الصين العظيم / The Lovers: The Great Wall Walk» إثر انفصالهما العاطفي والمهني. وهو عمل فني بمثابة رحلة وداع تجري فوق سور. سار الاثنان في رحلة من نقطتين مختلفتين واتجها في السير باتجاه نقطة اللقاء الأخيرة، التي كانت لحظة الوداع. استمرت الرحلة لمدة تسعين يومًا وبلغ طولها 2500 كم.

### حول شراكتها مع أولاي 1976–1988
تحولت أعمال أبراموڤيتش وأولاي الأدائية التي أنتجاها في مرحلتهما الفنية المشتركة إلى علامات بارزة في الفن الأدائي وتاريخ الفن عمومًا. تتطرق أعمالهما إلى النزاعات المحتملة في العلاقات الزوجية وحدود الجسد والأنا (ego) والهوية الفنية. تخترق هذه العروض المتطرفة والعنيفة الفضاء الشخصي وتلغي المنطقة الشخصية للجسد والروح. وخلافًا لأعمال سابقة امتازت بالتكرار أو الثبات، نشهد في هذا العمل رحلة طويلة وشاقة – سرد ينتهي بالفراق المتوقع. إن اختيار أبراموڤيتش وأولاي إنهاء شراكة زوجية وفنية استمرت لمدة 12 عامًا في هذه الرحلة هو مسألة في غاية الأهمية. كانت العلاقة الشخصية والمهنية بين الفنانَيْن حصينة ومتينة الإحكام وتكافلية؛ لقد شيّدا جدارهما الخاص المشترك الذي فصلهما عن العالم الخارجي. خلال سيرورة التباعد، مثّل كل منهما فجوة في هذا الجدار المشترك، وقد قاموا بذلك من أجل حاجة أساسية وهي الحفاظ على خصوصية الأنا. وبالتالي، فإن اختيار السور كمنصة لتنفيذ عرض الفراق له أهمية عميقة نظرًا للتغيرات التي طرأت على العلاقة بين الشريكين الحبيبين.

## روابط خارجية
- مارينا أبراموفيتش على موقع IMDb (الإنجليزية)
- مارينا أبراموفيتش على موقع ميتاكريتيك (الإنجليزية)
- مارينا أبراموفيتش على موقع الموسوعة البريطانية (الإنجليزية)
- مارينا أبراموفيتش على موقع روتن توميتوز (الإنجليزية)
- مارينا أبراموفيتش على موقع مونزينجر (الألمانية)
- مارينا أبراموفيتش على موقع ألو سيني (الفرنسية)
- مارينا أبراموفيتش على موقع ميوزك برينز (الإنجليزية)
- مارينا أبراموفيتش على موقع قاعدة بيانات الفيلم (الإنجليزية)